# 석촌동
석촌동(石村洞)은 서울특별시 송파구의 법정동 및 행정동이다.

## 개요
석촌동 동명 유래는 병자호란 때 조선에 침입한 청나라군이 이 곳에 돌을 옮기다 진터를 만들었기 때문이라고 말하지만, 이 곳에 돌로 쌓은 백제 초기의 고분들이 많이 있었던 것과 관련된 것으로 추측하고 있다. 돌이 많으므로 ‘돌마리’라 하던 것에서 온 한자식 동명칭이다.
1577년인 조선시대 선조 이후 경기도 광주군 중대면 송파동 지역에 속하여 있었다. 그 뒤 일제강점기인 1914년 경기도 명칭과 구역을 새로 정할 때 송파동 지역의 일부로 자리하고 있던 이곳을 ‘석촌리’라 명명하였다. 그 후 1963년 서울특별시의 대대적인 구역확장이 이루어질 때, 이 지역은 서울특별시 성동구에 편입되어 석촌동이 되었다. 1975년 강남구가 신설됨으로써 이에 속하게 되었고, 곧 이어 1979년 강동구가 신설되자 다시 이에 속하게 되었다. 1988년 강동구에서 송파구가 분리 신설됨으로써 이에 속하여 오늘에 이른다.

## 법정동
- 석촌동

## 교육
- 서울석촌초등학교

## 명소
- 잠실롯데월드
- 석촌호수공원

## 교통

### 수도권 전철
- ● 수도권 전철 8호선
  - 석촌역
- ● 서울 지하철 9호선
  - 석촌고분역, 석촌역

## 사진

구 석촌동주민센터 (송파대로49길 3)

## 같이 보기
- 대한민국의 행정 구역
- 백제